# Thor Munkager
Thor Munkager, danski rokometaš, * 31. marec 1951, København, † 5. december 2017.
Leta 1972 je na poletnih olimpijskih igrah v Münchnu v sestavi danske rokometne reprezentance osvojil 13. mesto.
Na igrah štiri leta pozneje je z reprezentanco osvojil osmo mesto.